# Республика Куба (1902—1959)
Респу́блика Ку́ба — островное государство в Латинской Америке. Образовалось в результате избрания 1 января 1902 года первого президента республики Томаса Эстрада Пальмы, свидетельствовавшее об окончании американской оккупации. В ходе военного переворота 1933 года к власти пришёл Фульхенсио Батиста, остававшийся во главе государства до 1959 года, когда он был свергнут в результате революции, что стало началом истории нынешней социалистической Республики Куба.

## Становление Республики

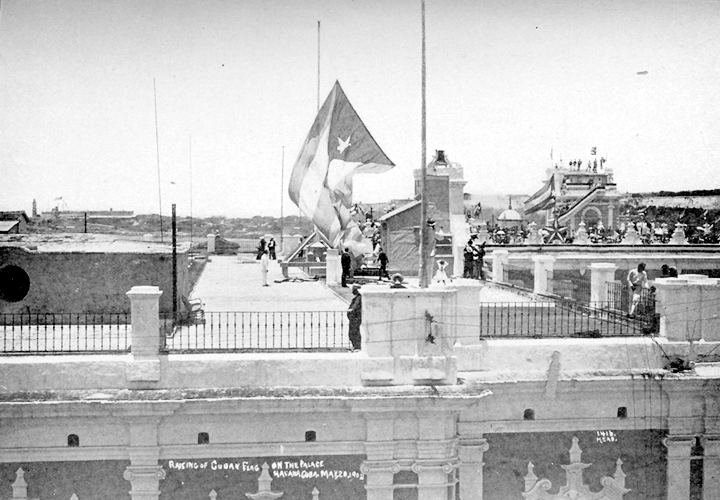
Поднятие флага Кубы над дворцом генерал-губернатора в Гаване 20 мая 1902 года

Республика Куба была образована 20 мая 1902 года, когда вступил в должность её первый избранный президент Томас Эстрада Пальма. Целью первого правительства стало укрепление связей с США. Несмотря на то, что проамериканская политика Пальмы критиковалась в стране, он добился переизбрания на второй срок в 1906 году. Это спровоцировало мятеж оппозиционной Либеральной партии, что привело к очередному введению американских войск на остров. Пальма вынужден был уйти в отставку.
Новые выборы в 1908 году принесли победу либеральной партии, которая находились у власти с 1909 по 1913 год. Правление президента Хосе Мигеля Гомеса сопровождалось ростом коррупции и финансовыми скандалами. В 1912 году при помощи американских войск было подавлено восстание афрокубинцев.
На выборах в ноябре 1912 года победил кандидат консервативной партии Марио Гарсиа Менокаль, который оставался президентом до 1921 года. В 1917 году в ответ на его переизбрание либералы вновь восстали, но их выступление было подавлено американской морской пехотой. В этот раз американские войска оставались на острове до 1922 года.
Во время Первой мировой войны в 1917 году Куба вслед за США объявила войну Германии. Экономика Кубы росла ускоренными темпами благодаря сложившейся во время и после Первой мировой войны благоприятной коньюнктуре на рынке сахара. Экономический бум пришелся на время правления Менокаля. Тем не менее, этот рост был крайне однобоким, поскольку в его основе лежала исключительно торговля сахаром и отношения с США. Впрочем, американский капитал, притекавший на остров со все возрастающим темпом, был единственным бенефициаром роста, поскольку американцы контролировали значительные объёмы производства сахарной продукции, кроме соответствующей инфраструктуры и побочного бизнеса. Экономическое благополучие, вызванное этим процессом, было чрезвычайно хрупким, что обнаружилось в 1920 году. Резкое падение спекулятивной цены на сахар привело к банковскому краху и обанкротило кубинские финансовые институты.
В 1921 году президентом был избран бывший либерал Альфредо Сайас, создавший новую Кубинскую народную партию.
Рабочее движение, начавшееся ещё в последние десятилетия XIX века, продолжало расти и позже вылилось в настоящую волну протестов, вызванную инфляцией из-за Первой мировой войны. Первый Конгресс независимых рабочих, прошедший в 1920 году, объединил трудящихся с разными политическим убеждениями. Однако все они были согласны с необходимостью создания Федерации рабочих Кубы. Это был важный организационный и идеологический шаг. Лидером выбрали Альфредо Лопеса, который в 1925 году основал Национальный союз рабочих Кубы. Союз стал первой общегосударственной рабочей организацией, намеревавшейся вести экономическую борьбу за права рабочих, организовывать их движение, развивать самосознание трудящихся.
Наряду с объединениями рабочих, но в значительно больших масштабах, развивалось движение студентов и интеллигенции, начало которому было положено 20 декабря 1922 года основанием Студенческой Университетской Федерации. Один из её основателей, Хулио Антонио Мелья, поднявшийся с должности секретаря до президента Федерации, был ведущим политическим деятелем указанного исторического периода.
В марте 1923 года интеллигентская группа, возглавляемая Рубеном Мартинесом Вильеной, открыто протестовала против мошеннической продажи правительством монастыря Святой Клары. Это событие, известное как «Протест тринадцати», обозначило начало интеллигентского движения на Кубе, которое участвовало в политической борьбе в стране.

## Диктатура Херардо Мачадо

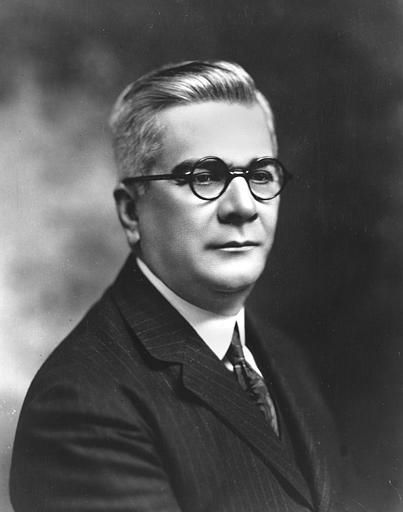
Президент Кубы Херардо Мачадо-и-Моралес

Приход к власти Херардо Мачадо в 1925 году стал альтернативой олигархии перед потенциальным кризисом. Новый режим в своей экономической программе попытался согласовать интересы различных слоев кубинской буржуазии и американского капитала, предлагая гарантии стабильности среднему классу и новые рабочие места народу, всё это в сочетании с выборочными, но жестокими репрессиями по отношению к политическим соперникам и оппозиционным движениям.
Правительство пыталось положить конец разногласиям между традиционными партиями, однако впоследствии недовольство только возросло. Добившись начального консенсуса в данном вопросе, Мачадо решил внести изменения в Конституцию, находиться у власти в течение шести лет.
Политика Херардо Мачадо была репрессивной, что выражалось в заключении под стражу и пытках всех противников проамериканского режима на Кубе. Начали происходить убийства, в том числе известных политических лидеров Альфредо Лопеса и Хулио Антонио Мельи. Национальный союз рабочих Кубы был признан нелегальным, другие революционные движения преследовались.
На фоне этих событий общий кризис в стране углубился, особенно после Великой Депрессии 1929—1933 годов, которая значительно ухудшила ситуацию в стране и привела к революционным настроениям. Практически все общественные организации и движения объединились, чтобы противостоять политике Мачадо.
20 марта 1930 года началась всеобщая забастовка, в которой под лозунгом «Свергнуть Мачадо!» приняли участие двести тысяч рабочих. Эта забастовка считается началом активного революционного движения против Мачадо наряду со студенческими погромами в сентябре 1933 года. В результате этих действий 12 августа 1933 года президент страны Х. Мачадо вынужден был бежать из страны и до конца своей жизни скрываться в США.

## Восстание сержантов и возвращение к демократии
Посредничество американского посла Самнера Уэлеса не могло предотвратить свержение Мачадо, однако ему удалось свести на нет противостояние народа. Он успешно боролся с забастовкой и секретной политической группировкой ABC и продвинул на пост президента Карлоса Мануэля де Сеспедес, который находился у власти с 13 августа 1933 года по 4 сентября 1933.
Сеспедес был свергнут в результате государственного переворота под предводительством сержанта Фульхенсио Батисты. Вскоре Батиста был назначен главнокомандующим кубинской армией в звании полковника. Государственный переворот привел к созданию правительства, просуществовавшего всего 6 дней с 4 по 10 сентября 1933 года. Затем оно было преобразовано в Стодневное правительство.
Стодневное правительство, возглавляемое президентом Рамоном Грау Сан-Мартином и секретарем Антонио Гутьерресом, выступало против так называемой «поправки Платта» и боролось за признание среди народных масс. Несмотря на большую народную поддержку, стодневное правительство не было признано США и было упразднено под влиянием Социалистической народной партии.
В течение 1935—1936 годов политическая ситуация на Кубе становилась все менее устойчивой из-за постоянной смены президентов, а также из-за военной политики Батисты, усилившего репрессии. В частности, всеобщая забастовка в марте 1935 года была жестоко подавлена военными.

## Конституция 1940 года
Период 1937—1945 года на Кубе был отмечен политической стабильностью и большими демократическими изменениями. Среди них — всеобщая амнистия политических заключенных, в ходе которой в 1937 году были освобождены порядка 3000 человек, легализация оппозиционных партий, восстановление университетской автономии и, самое главное, созыв в 1939 году Учредительного собрания, который разработал и утвердил Конституцию 1940 года.
Конституция вступила в силу 10 октября 1940 года, доработанная под контролем всех политических групп в стране. В состав Учредительного собрания входили 76 делегатов от 9 политических партий. Эта конституция объединяла важнейшие требования народа и открывала новый период легальности власти. Кубинская Конституция была одной из самых передовых для своего времени.
Первое правительство на данном этапе возглавлял Фульхенсио Батиста, чья кандидатура была поддержана коалицией военных сил, а также коммунистами.
Во время нахождения Батисты у власти экономика Кубы пережила расцвет, которому способствовало начало Второй мировой войны. Однако наибольшую прибыль сложившаяся обстановка принесла преемнику Батисты на посту президента, Рамону Грау Сан-Мартину, который выиграл выборы 1944 году, получив поддержку народа.
Правление Грау, а также его преемника Карлоса Прио Сокарраса (1948—1952) характеризовалось политическими репрессиями, убийствами лидеров оппозиции, введением жёсткой цензуры прессы, содействием в образовании гангстерских группировок, который контролировали оборот наркотиков, проституцию и азартные игры.
Некоторые члены Кубинской революционной партии («Аутентиков»), недовольные действиями правительства, образовали в 1947 году Партию кубинского народа («Ортодоксы») под предводительством Эдуардо Чибаса. Партия ортодоксов обещала претворить в жизнь невыполненные правительством обещания, а личная харизма Чибаса сыграла окончательную роль в признании партии кубинцами.

## Правление Фульхенсио Батисты

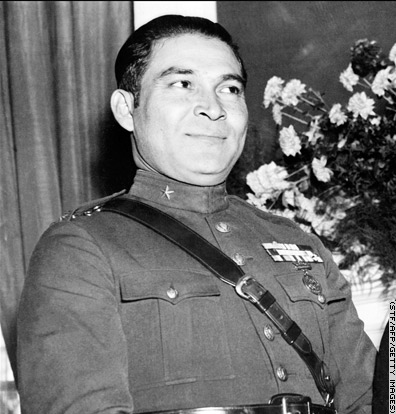
Фульхенсио Батиста-и-Сальдивар

Фульхенсио Батиста организовал государственный переворот 10 марта 1952 года, за несколько месяцев до выборов, на которых, судя по всему, должен был победить Роберто Аграмонте, кандидат от партии Ортодоксов. Посольство США сообщило, что переворот стал большой неожиданностью. Тем не менее позже посол признался, что знал об этом плане. В семь утра 10 марта Батиста в разговоре с полковником Хуком, начальником представительства Военно-воздушных сил на Кубе, просил сообщить американскому послу, что все военные соглашения останутся в силе. Прио, действующий президент, не сопротивлялся перевороту, хотя некоторые студенты немедленно предложили взять его под свою защиту.
Необходимость свержения власти Батиста объяснил возросшей преступностью и повсеместной коррупцией. В статье газеты «Нью-Йорк Дэйли Ньюс» под названием «Деньги гангстеров — процветание на Кубе», опубликованной в 1958 году, были описаны планы Батисты создать совместно с американской мафией сеть отелей и казино на всем протяжении гаванской набережной в обмен на миллионные взятки. Кроме того, стало известно об инвестициях американцев в шахты Моа, которые были закрыты предыдущим президентом. Батиста взял курс на снижение производства сахарного тростника, что привело к падению притока капитала в страну, что, в свою очередь, вызвало повышение безработицы, уменьшение зарплат и покупательной способности населения. Порядка четверти кубинцев были неграмотными, столько же не имели работы, почти половина детей в возрасте 6—14 лет не посещали школу. Только 10 % загородных домохозяйств были электрифицированы. Двести тысяч крестьян не имели земли, в то время как более 300 000 гектаров находились во владении иностранцев и кубинских землевладельцев и не использовались. В планах Батисты было и улучшение отношений с Соединенными Штатами, строительство общественных зданий, призванных украсить главные города Кубы и привлечь туристов из Северной Америки. В годы правления Батисты практически прекратились случаи жестокости среди населения, однако достигло неимоверных размеров насилие со стороны военных и незаконных вооруженных формирований. В стране процветали голод, проституция и азартные игры.
Военное правительство заменило конгресс Консультативным советом, отменило Конституцию 1940 года и ввело новый конституционный закон. Была запрещена свобода слова, собраний и забастовок, введена смертная казнь, отменена университетская автономия. В 1954 году были проведены псевдовыборы, победителем которых, разумеется, стал Батиста.
В ответ на свержение правительства Фиделем Кастро была создана группа из более чем ста молодых людей, которая отошла от идеологии партии Ортодоксов и склонилась к идее вооруженной борьбы с режимом Батисты. В 1953 году Кастро разработал новый план восстания, заключавшийся в нападении на казармы Монкада.
26 июля 1953 группа под руководством Кастро атаковала казармы Монкада, но была отбита, участники были арестованы. Был проведен судебный процесс, на котором участники нападения на казармы были осуждены. После амнистии в 1956 они эмигрировали в Мексику. 2 декабря группа из нескольких десятков человек высадилась на восточном побережье острова и приступила к партизанской борьбе. 1 января 1959 отряды партизан вошли в Гавану. Батиста бежал.